# Yann Gonzalez
Pour les articles homonymes, voir Gonzalez.
Yann Gonzalez est un journaliste et réalisateur français, né le 2 mars 1977 à Nice.

## Biographie

### Carrière
Journaliste de formation, il passe à la réalisation en 2006 avec Something Behind (inédit), By the Kiss (2006), Entracte (2007), Je vous hais petites filles (2008) qui ont été sélectionnés à la Quinzaine des réalisateurs du Festival de Cannes, et Les Astres Noirs (2009), réalisé pour La Collection de Canal+ de 2008 (thème « Écrire pour un chanteur »), également sélectionné à Cannes dans le cadre de la Semaine internationale de la critique. Il a presque toujours fait appel aux mêmes comédiens : Kate Moran, Salvatore Viviano, Pierre-Vincent Chapus. Dans Les Astres Noirs, il met en scène le chanteur Julien Doré. Il collabore également régulièrement pour la musique de ses films avec M83, groupe dont son frère est le leader et fondateur : Anthony a d'ailleurs composé la BO de By the Kiss (titre figurant sur l'album Digital Shades de M83), Les rencontres d'après minuit et d'Un couteau dans le cœur, avec son ancien acolyte Nicolas Fromageau.
En 2013, il tourne son premier long métrage intitulé Les Rencontres d'après minuit.
Son court-métrage intitulé Les Îles, remporte la Queer Palm du court métrage lors du Festival de Cannes 2017.
En 2018, Un couteau dans le cœur est sélectionné en compétition officielle au Festival de Cannes 2018.

### Engagement
Il est membre du collectif 50/50 qui a pour but de promouvoir l’égalité des femmes et des hommes et la diversité dans le cinéma et l’audiovisuel,.

## Filmographie

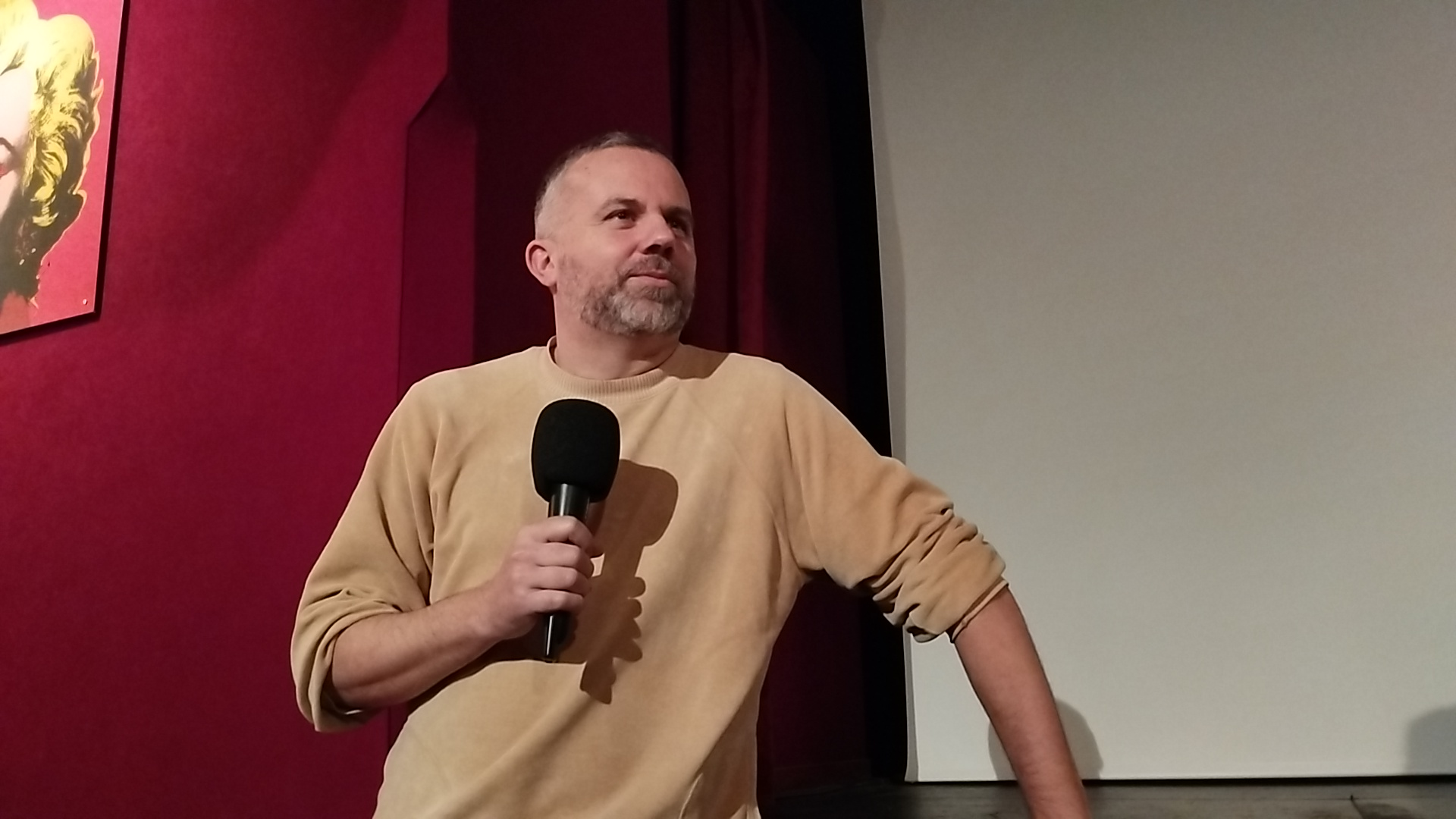
Yann Gonzalez présentant Un couteau dans le coeur à la Filmothèque du quartier latin, en décembre 2022.

### Courts métrages
- 2006 : By the Kiss
- 2007 : Entracte
- 2008 : Je vous hais petites filles
- 2009 : Les Astres Noirs (Three Celestial Bodies)
- 2012 : Nous ne serons plus jamais seuls
- 2012 : Land of my dreams
- 2017 : Les Îles[10]
- 2021 : Fou de Bassan
- 2022 : Hideous

### Longs métrages
- 2013 : Les Rencontres d'après minuit[11]
- 2018 : Un couteau dans le cœur[12]
- 2026 : J'oublierai ton nom[13]

## Publications
- « Au boulot ! », Cahiers du cinéma no 661, novembre 2010
- « Les amours d'eau, de lumière et de vent », in Jean Epstein, Écrits complets, volume VI, Cours, Esprit de cinéma, articles, 288 pages, éditions de l'Œil, Montreuil, mars 2020.

## Esthétique
Dans un entretien avec Stéphane Delorme, il déclare « vouloir faire table rase du réel tel qu'on l'entend dans le cinéma français aujourd'hui : l'obsession du quotidien, des faits de société et de « la vie telle qu'elle est ». » afin de laisser place à la peinture d'une vie rêvée.

## Distinctions
- Queer Palm du court-métrage au Festival de Cannes 2017 pour Les Îles[14]
- Prix Jean-Vigo 2018 pour Un couteau dans le cœur[15]